# Железопътна гара Градско
Железопътна гара „Градско“ (на македонска литературна норма: Железничка станица „Градско“) е ж.п.гара от Коридор 10 в село Градско в югоизточния дял на Северна Македония. Изградена е през 1871 година и е представлявала една от най-големите и хубави архитектурни градежи в областта. През 1916 година, по време на Първата световна война, започва изграждането на теснолинейката Градско - Дреново с дължина 20,1 km по нуждите на българската армия на Македонския фронт. По-късно теснолинейната линия е продължена до Прилеп и Битоля.
Тя е третата поред ж.п. гара от пътя Велес - Гевгели, отдалечена на 27,4 km от Велес и на 78,3 km от Скопие. През нея преминават влакове по линията Скопие - Гевгели и международни влакове по пътя Скопие - Солун и Белград - Солун. През 2015 година е обявена реновация на железопътната гара в Градско като част от по-голям проект за реновация на ж.п. гарите по продължението на коридорите 10 и 10д.

## Галерия
- Гарата през Първата световна война